# Батня, Владимир Петрович
Владимир Петрович Батня (20 декабря 1958, Красноярск — 9 ноября 1997, Красноярск) — советский борец вольного стиля, чемпион и призёр чемпионатов СССР, бронзовый призёр чемпионатов Европы и мира, призёр Кубка мира, мастер спорта СССР международного класса.

## Биография
Увлёкся борьбой в 1972 году. Участвовал в трёх чемпионатах страны. В 1976 году выполнил норматив мастера спорта СССР. Член сборной команды страны в 1978-1982 годах. В 1984 году оставил большой спорт.
Выпускник экономического факультета Красноярского сельскохозяйственного института 1981 года. Был тренером сборной команды Красноярского края по вольной борьбе.
Похоронен на Бадалыкском кладбище в Красноярске. В Кировском районе Красноярска проводится первенство района по вольной борьбе его памяти.

## Спортивные результаты
- Кубок СССР по вольной борьбе 1976 года — ;
- Чемпионат СССР по вольной борьбе 1979 года — ;
- Чемпионат СССР по вольной борьбе 1982 года — ;
- Кубок СССР по вольной борьбе 1983 года — ;
- Чемпионат СССР по вольной борьбе 1984 года — ;